# Metilamina
La metilamina es el compuesto orgánico de fórmula CH3NH2.  Es un gas incoloro derivado del amoníaco, donde un átomo de H se reemplaza por un grupo metilo. Es la amina primaria más sencilla. Se suele distribuir en disolución de metanol, etanol, THF, y agua, o como gas anhidro en contenedores metálicos presurizados. Tiene un fuerte olor similar al pescado manido o podrido con ligeros matices al del amoníaco (como el de peces cartilaginosos como la raya cuando ya no está fresca). La metilamina se emplea como materia prima de síntesis de muchos otros compuestos comercialmente disponibles, por lo que se fabrican cientos de millones de kilogramos cada año. 
La metilamina fue por primera vez preparada en 1849 por el químico francés Charles-Adolphe Wurtz mediante la hidrólisis del isocianato de metilo y compuestos relacionados. Un ejemplo de este proceso incluye el uso del reordenamiento de Hofmann para producir metilamina a partir de acetamida y bromo gaseoso.

## Producción / obtención
La metilamina se prepara comercialmente por reacción de amoníaco con metanol en presencia de un silicoaluminato como catalizador . La dimetilamina y la trimetilamina se coproducen conjuntamente; la cinética de la reacción y la proporción entre los reactivos determina la proporción de los tres productos obtenidos. De esta manera, se producen anualmente más de 400 millones de kg.
{\displaystyle \mathrm {CH_{3}OH+\ NH_{3}\longrightarrow \ CH_{3}NH_{2}+\ H_{2}O} }
{\displaystyle \mathrm {CH_{3}NH_{2}+\ CH_{3}OH\longrightarrow \ (CH_{3})_{2}NH+\ H_{2}O} }
{\displaystyle \mathrm {(CH_{3})_{2}NH+\ CH_{3}OH\longrightarrow \ (CH_{3})_{3}N+\ H_{2}O} }

En el laboratorio, el clorhidrato de metilamina se prepara fácilmente por reacción de ácido clorhídrico con hexanamina o por tratamiento de formaldehído con cloruro de amonio.
NH4Cl + H2CO → CH2=NH·HCl + H2O
CH2=NH·HCl + H2CO + H2O → CH3NH2·HCl + HCOOH
El clorhidrato incoloro se puede convertir en amina por adición de una base fuerte, como NaOH:
CH3NH2·HCl + NaOH → CH3NH2 + NaCl + H2O

## Reactividad y aplicaciones
La metilamina es un buen nucleófilo por ser altamente básico y libre.  Su uso en química orgánica está muy extendido.  Algunas reacciones en las que participan reactivos simples son: 
- Reacciona con fosgeno para dar isocianato de metilo,
- Reacciona con disulfuro de carbono e hidróxido de sodio para dar metilditiocarbamato de sodio,
- Reacciona con cloroformo y una base para dar isocianuro de metilo y
- Reacciona con óxido de etileno para dar metiletanolaminas.

Entre las sustancias de interés comercial obtenidas a partir de metilamina encontramos los fármacos efedrina y teofilina; los pesticidas  carbofurano, carbaril, y metam sodio; y los disolventes N-metilformamida y N-metilpirrolidona.  La preparación de algunos surfactantes y reveladores fotográficos también requiere metilamina como materia prima.
La metilamina líquida se puede usar como disolvente análogo al amoníaco líquido. Comparte algunas de las propiedades del amoníaco líquido, pero es mejor como disolvente de sustancias orgánicas, de igual manera que el metanol es mejor que el agua.
También puede usarse para extraer H2 a partir de hidrocarburos en aplicaciones de refinería.

## Química biológica
La metilamina surge de modo natural como resultado de la  putrefacción y es un substrato para la metanogénesis. Sirve como agente regulador o amortiguador en el lumen de los tilacoides del cloroplasto de las plantas, extrayendo protones que están dirigidos a la ATP-sintasa.[cita requerida]

## Seguridad
La dosis letal LC50 para ratón es 2400 mg/m³.  La metilamina es también una de las sustancias controladas por el organismo antidroga de Estados Unidos, la United States Drug Enforcement Administration (DEA), que lo tiene incluido en la Lista 1 de substancias que pueden usarse como precursores para la fabricación de drogas; la metilamina es de hecho un precursor para la metanfetamina. [cita requerida]